# Lenya – Die größte Kriegerin aller Zeiten
Lenya – Die größte Kriegerin aller Zeiten ist ein deutsch-österreichischer Fantasy-Abenteuerfilm aus dem Jahre 2001. Bei diesem Fernsehfilm handelt es sich um eine Koproduktion der Phoenix Film mit RTL und dem ORF. Die Titelrolle wird von Anja Knauer gespielt. Gedreht wurde der Film in Tschechien.

## Handlung
Hagir von Amelung ist der Herrscher der Burgunden. Mit seinem Sohn Egil hat er das Land der Walsungen überfallen, deren König Thorwald getötet und das Volk unterworfen, das er zwingt, den alten Göttern abzuschwören. Die Hoffnung der Unterdrückten ruht nun auf einer Prophezeiung, nach der die Götter einen Auserwählten schicken werden. Dieser wird das Königsschwert Balmaran finden und die Walsungen vom Joch der Eroberer befreien. Nach dem Schwert lässt jedoch auch Hagir von Amelung suchen, da der Papst es als Gegenleistung einfordert, für die Krönung seines Sohnes Egil zum rechtmäßigen König der Walsungen. Um es zu bekommen, scheut er nicht davor zurück, die Hilfe der Hexe Kundrie in Anspruch zu nehmen.
Eines Tages zeigt sich Odin der jungen Lenya, die als Findelkind in einem kleinen Dorf von einer Pflegemutter aufgezogen wurde. Ihr wird offenbart, dass sie die Auserwählte ist, die Balmaran finden soll. Kurz darauf lässt Hagir das kleine Dorf auf Anraten der Hexe überfallen und niederbrennen. Ihrer sterbenden Ziehmutter gibt sie das Versprechen, nach dem Schwert zu suchen. Lenya und ihre Ziehschwester Ayescha schließen sich dem Räuber Gero und seinen Männern an. Von der Entschlossenheit Lenyas beeindruckt, unterweist Gero sie im Stock- und Schwertkampf und macht sie zu einer starken Kämpferin. Die beiden verlieben sich.
Die Suche nach Mimir, einem Priester des Odin, führt Lenya und Ayescha in eine Stadt der Burgunden. Sie erfährt von ihm, dass sie das Orakel im Drachensee aufsuchen muss. Bei der Flucht aus der Stadt gerät Ayescha jedoch in Gefangenschaft. An der Seite Geros macht sich Lenya auf den Weg zum Drachensee. Sie erfährt dort, dass sie zunächst ihre verlorene Kette, ein bedeutsames Artefakt, zurückhaben muss, die in die Hände Kundries geraten ist. Die Hexe hat inzwischen mittels ihrer schwarzer Magie herausgefunden, dass Lenya die Tochter des früheren Königs Thorwald und einer Walküre ist.
Um Lenya zu schützen, schlägt Gero seine Gefährtin nieder und macht sich allein auf die Suche nach der Kette. Zwar kann er das Artefakt bergen und Lenya übergeben, doch wird er schwer verletzt und stirbt. Dem Orakel folgend, begibt sich Lenya nun an einen geweihten Ort, wo sie tatsächlich Balmaran findet und an sich nehmen kann. Es kommt zum Zusammentreffen mit Hagir, der das Schwert im Austausch gegen die gefangene Ayescha verlangt. Lenya durchschaut jedoch, dass ihr nicht Ayescha gegenübersteht, sondern Kundrie, die es erneut auf die Kette abgesehen hat. Mit dem Schwert Balmaran kann Lenya die Hexe töten und Hagirs Sohn in ihre Gewalt bringen. Ayescha kommt frei und die Burgunden müssen sich der Macht Lenyas beugen und sich zurückziehen. Die Prophezeiung hat sich erfüllt.

## Kritik
- Nils Grundmann auf digitalvd.de: […] Im Grunde darf der Zuschauer von dieser Geschichte bzw. diesem Film nicht viel erwarten. Die Darsteller sind zwar gut und der Rote Faden der Handlung zu erkennen, aber die Spannung wird nicht aufgebaut […][2]